# Fußball-Oberliga Hessen 1988/89 (Frauen)
Die Fußball-Oberliga Hessen 1988/89 war die vierte Spielzeit als höchste Liga für Frauenmannschaften aus Hessen. Meister wurde der FSV Frankfurt der seinen Titel aus der Vorsaison verteidigen konnte.

## Abschlusstabelle
| Pl. | Verein                       | Sp. | Tore  | Punkte |
| --- | ---------------------------- | --- | ----- | ------ |
| 01. | FSV Frankfurt                | 18  | 78:40 | 35:10  |
| 02. | SG Praunheim                 | 18  | 38:23 | 23:13  |
| 03. | KSV Reichelsheim             | 18  | 26:17 | 22:14  |
| 04. | SV Flörsheim                 | 18  | 30:23 | 20:16  |
| 05. | SpVgg 1910 Langenselbold (N) | 18  | 29:24 | 20:16  |
| 06. | SV Hintermeilingen           | 18  | 29:35 | 16:20  |
| 07. | Sportfreunde Heppenheim      | 18  | 20:33 | 15:21  |
| 08. | SV Roland Rothenkirchen      | 18  | 21:43 | 11:25  |
| 09. | TSV Eschollbrücken           | 18  | 21:43 | 11:25  |
| 10. | FSC Lohfelden (N)            | 18  | 14:61 | 06:30  |

| (N) | Aufsteiger aus der Landesliga |

## Deutsche Meisterschaft
Als hessischer Vertreter nahm der FSV Frankfurt an der Deutschen Fußballmeisterschaft 1989 teil und schied im Halbfinale gegen den TuS Ahrbach aus.